# Halle Bailey

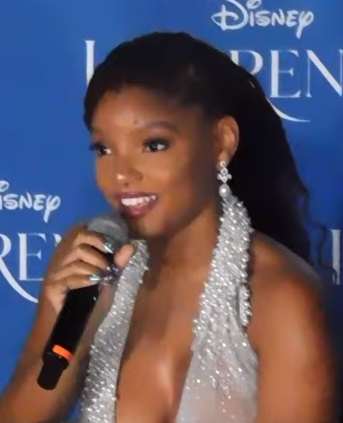
Halle Bailey (2023)

Halle Bailey (* 27. März 2000 in Atlanta, Georgia) ist eine US-amerikanische Sängerin und Schauspielerin.

## Leben und Karriere
Bailey wuchs zusammen mit zwei Schwestern und einem jüngeren Bruder zunächst in Mableton auf. 2012 zog die Familie nach Los Angeles. Durch ihren Vater wurden Halle und ihre Schwester Chloe für die Musik begeistert und begannen bereits in ihrer Jugend eigene Songtexte zu schreiben. Außerdem brachten sie sich autodidaktisch das Spielen diverser Musikinstrumente bei.
Schauspielerisch aktiv war Bailey ebenfalls erstmals in ihrer Jugend. So erhielt sie 2006 als Kinderdarstellerin eine kleine Rolle in Noch einmal Ferien. Es folgten weitere Auftritte in Film- und Fernsehproduktionen wie The Ellen DeGeneres Show, Austin & Ally und Let It Shine – Zeig, was Du kannst!. Größere Bekanntheit erlangte Bailey erstmals mit der Rolle der Sky Forster, die sie von 2018 bis 2022 in den ersten drei Staffeln der Jugend-Comedy-Serie Grown-ish verkörperte.
Der endgültige Durchbruch kam für Bailey 2023, als sie in der Neuverfilmung des Disney-Klassikers Arielle, die Meerjungfrau für die Hauptrolle der Arielle besetzt wurde. Zwar gab es im Vorfeld Kritik für das Casting der Afroamerikanerin Bailey, welches von diversen Seiten als unpassend aufgefasst wurde, doch der Regisseur der Produktion, Rob Marshall, setzte sich erfolgreich für seine Hauptdarstellerin ein. Ihre Lieder in der Verfilmung, sang Bailey allesamt komplett selber ein und erntete nach der Veröffentlichung viel Lob für ihre Darstellung.
Neben der Schauspielerei war Bailey auch durchgehend weiterhin musikalisch aktiv und bildet zusammen mit ihrer Schwester das R&B-Duo Chloe x Halle, welches 2016 sein Debüt mit der EP Sugar Symphony gab. Bis 2020 brachten die Schwestern mehrere weitere Singles und zwei Alben heraus. 2021 war das Duo in drei Kategorien für einen Grammy nominiert.
→ Hauptartikel: Chloe x Halle/Diskografie
Im Dezember 2023 wurde Bailey Mutter eines Sohnes, der aus einer zeitweiligen Beziehung mit einer YouTube-Bekanntschaft stammt.

## Singles

### Als Leadkünstlerin
- 2023: Angel
- 2024: In Your Hands
- 2024: Because I Love You

### Weitere Singles
- 2023: Part Of Your World
- 2023: Part Of Your World (Reprise)
- 2023: For The First Time
- 2023: Part Of Your World (Reprise II)

## Filmografie

### Filme
- 2006: Noch einmal Ferien (Last Holiday)
- 2012: Let It Shine – Zeig, was Du kannst! (Let It Shine)
- 2018: The Kids Are Alright (Kurzfilm)
- 2021: Why The Sun And The Moon Live In The Sky (Kurzfilm)
- 2023: Arielle, die Meerjungfrau (The Little Mermaid)
- 2023: The Line
- 2023: Die Farbe Lila (The Color Purple)

### Serien
- 2007: House of Payne (2 Episoden)
- 2013: Austin & Ally (1 Episode)
- 2018–2022: Grown-ish